# Cobalt(II)-propionat
Cobalt(II)-propionat ist das Cobaltsalz der Propionsäure.

## Herstellung
Cobaltpropionat kann durch Reaktion von Cobalt(II)-hydroxid mit Propionsäure dargestellt werden.
{\displaystyle \mathrm {Co(OH)_{2}+2\ C_{3}H_{5}COOH\ \longrightarrow \ (C_{3}H_{5}COO)_{2}Co+2\ H_{2}O} }

## Eigenschaften
Cobaltpropionat kristallisiert als Trihydrat. Beim Erhitzen färbt sich die zuerst weinrote Lösung blau.